# Агамирян, Абрам Маисович
Абрам Маисович Агамирян (род. 8 ноября 1969) — советский и российский самбист, бронзовый призёр Кубка СССР 1989 года, чемпион и призёр чемпионатов России и мира, двукратный чемпион Европы, серебряный призёр Всемирных игр 1993 года, Заслуженный мастер спорта России (1994).

## Карьера
Занимался акробатикой и лёгкой атлетикой. В 15 лет увлёкся самбо. Выступал в наилегчайшей (до 48 кг) и легчайшей (до 52 кг) весовых категориях. Его тренерами были Н. Нефёдов и Арамбий Хапай.
В Курганинске проводится ежегодный турнир по самбо среди мужчин на призы Абрама Агамиряна.

## Спортивные результаты
- Кубок СССР по самбо 1989 года — ;
- Чемпионат России по самбо 1992 года — ;
- Чемпионат России по самбо 1993 года — ;
- Чемпионат России по самбо 1994 года — ;